# گوراب (بخش مرکزی ایذه)
گوراب یک روستا در ایران است که در دهستان هلایجان شهرستان ایذه استان خوزستان واقع شده‌است. گوراب ۲۸۳ نفر جمعیت دارد.